# Comisiones militares
Las comisiones militares fueron unos organismos represivos creados por Fernando VII en el inicio de la segunda restauración absolutista en España (1823-1833) con la misión de enjuiciar y ejecutar la pena correspondiente, incluida la de muerte, a las personas contrarias a la Monarquía absoluta y partidarias del anterior régimen constitucional, abolido por el rey el 1 de octubre de 1823 tras ser «liberado» de su «cautiverio» por el ejército francés de los Cien Mil Hijos de San Luis. La otra misión de las comisiones militares era acabar con el bandolerismo, que proliferó durante esos años.
Estaban formadas por oficiales del Ejército, de ahí su nombre, y estuvieron funcionando entre el 13 de enero de 1824, fecha de la publicación del decreto de creación, y el 4 de agosto de 1825 en que fueron suprimidas, aunque fueron repuestas temporalmente en 1828, con motivo de la guerra de los agraviados, y en 1831, para juzgar a los implicados en varios pronunciamientos liberales. El Consejo de Castilla advirtió desde el principio que las comisiones militares eran contrarias a «las antiguas y veneradas leyes fundamentales».
El historiador Modesto Lafuente las llamó en el siglo XIX «verdaderos tribunales de sangre», mientras que los historiadores actuales las han calificado como «los más tristemente célebres» de los tribunales de excepción del reinado de Fernando VII o como «la creación más imponente y represiva».

## Historia
Las comisiones militares, con el nombre oficial de Comisiones Militares Ejecutivas, se establecieron por una real orden publicada el 13 de enero de 1824, el mismo día en que se creó la Superintendencia General de Policía. Su cometido era perseguir a los ladrones y bandoleros en los caminos y casas de campo, pero su misión principal era reprimir a los liberales. Así se establecía en uno de los artículos de la real orden:

Quedan sujetos al juicio de estas comisiones… los que desde el 1 de octubre del año anterior se hayan declarado y los que en lo sucesivo se declaren con armas o con hechos de cualquier clase, enemigos de los legítimos derechos del trono o partidarios de la constitución publicada en Cádiz…; los que en la misma fecha hayan escrito o escriban papeles o pasquines dirigidos a aquellos fines; los que en parajes públicos hablen contra la soberanía de S.M. o a favor de la abolida constitución; los que seduzcan o procuren seducir a otros con el objeto de formar alguna partida y los que promuevan alborotos que alteren la tranquilidad pública…

En una norma posterior del 9 de octubre se establecieron las penas para los condenados por estos delitos. La pena de muerte se aplicaba ampliamente: a los que se declaren «con armas o con hechos de cualquier clase» enemigos del trono o partidarios de la Constitución; los autores de escritos con el mismo fin; los masones, comuneros «y otros sectarios»; los que promuevan alborotos dirigidos a «trastornar el Gobierno de S.M. u obligarle a condescienda en un acto contrario a la voluntad soberana»; los que hubiera gritado muera el rey y «los que usen de las voces alarmantes y subversivas de viva Riego, viva la Constitución; mueran los serviles [los absolutistas], mueran los tiranos, viva la libertad… por ser expresiones atentativas al orden y convocatorias a reuniones dirigidas a deprimir la sagrada persona del S.M. y sus respetables atribuciones». Penas de presidio entre cuatro y diez años se aplicarían a los que hablaran en público contra el rey y a favor de la Constitución pero de lo que no se derivaran «actos positivos». También se establecía que la embriaguez no sería un eximente, «como no lo es para el soldado según la ordenanza general del Ejército».
Como las comisiones militares estaban integradas por miembros del Ejército y el procedimiento que se debía seguir era el de la ordenanza militar, la pena de muerte se aplicó muy a menudo —Ramón de Santillán describió a la comisión de Valladolid como «compuesta de furiosos que no encontraba otra pena que imponer que la de la muerte»—. Además los juicios carecían de garantías para los acusados y las condenas en muchas ocasiones estaban ya establecidas antes de que estos comparecieran.
Josep Fontana afirma que «las comisiones militares, encargadas de juzgar a los liberales, hicieron su tarea represiva de manera brutal  y, lo que es peor, lo hicieron sin ninguna norma establecida que permitiese apelar sus decisiones».  Dictaron 152 sentencias de muerte, algunas por haber gritado «¡Muera el rey y viva Riego!» o «por el atroz y horrendo delito de haber cantado canciones revolucionarias», entre ellas una mujer, esposa de un liberal exiliado, a pesar de que lo había hecho dentro de su casa. Y también dictaron penas arbitrarias como la de un soldado en Burgos condenado a diez años de reclusión en un presidio en África por haber gritado «¡Viva la Constitución!» (mientras que en otros lugares por el mismo ¡viva! la condena había sido de cinco años o de solo un mes), o la de una viuda condenada a dos años de cárcel por «conversaciones sediciosas» o la de un vecino de Madrid condenado a diez años de cárcel por tener en su casa un retrato de Rafael del Riego, cuando no existía ninguna ley que lo prohibiera. También hubo condenas de cárcel o de galeras sin pruebas, solo por «sospechas». Por ejemplo, un vecino de Medina de Rioseco fue condenado a cuatro años de prisión por un viva «no suficientemente probado» o una mujer de Madrid a seis meses de galeras por palabras subversivas «no probadas» (la comisión lo justificó alegando que era «de costumbres relajadas»). Un general absolutista manifestó en público que las comisiones militares «con el terror y más terror habían de salbar [sic] la nación».
La gran cantidad de condenas de prisión que dictaron las comisiones militares provocaron que las cárceles y los presidios se llenaran. En junio de 1825 la cárcel de Sevilla prevista para cuatrocientos internos albergaba dos mil. Dos años después los gobernadores de Ceuta y de Melilla se quejaban de que no podían admitir más condenados «por no haber donde colocarlos».
En cuanto a la represión del bandolerismo las comisiones militares fueron poco eficaces. La empresa de vehículos públicos de Cádiz a Madrid tenía que pagar a algunos jefes de partida para evitar ser asaltados y ni siquiera la carretera del Palacio de La Granja a Madrid (transitada frecuentemente por la familia real) era segura. «Nadie se atreve a hacer ese viaje sin una fuerte escolta… Anteayer mismo ha sido robado el equipaje del infante Francisco», aseguraba el embajador francés en un despacho de septiembre de 1824. Algunos de los bandoleros eran «milicianos, comuneros, masones, afrancesados, liberales o, simplemente por haber servido al antiguo ejército»  que se habían echado al monte para huir de la persecución de los voluntarios realistas. Uno de los bandoleros «profesionales» más famosos fue Jaime Alfonso el Barbudo, natural de Crevillente, que fue ahorcado y descuartizado en Murcia el 5 de julio de 1824.